# Шессон, Эмиль
Эмиль Шессон (фр. Jean-Jacques Émile Cheysson; 18 мая 1836, Ним — 7 февраля 1910, Лезен, Во) — французский экономист, инженер, профессор экономики в Институте политических исследований в Париже.

## Биография
Эмиль учился Политехнической школе в Париже в 1854—1856 годах, в Школе мостов и дорог в 1856—1859 годах.
Свой трудовой путь начал в должности инженера в 1859 году, переехав в Раймс, на различных проектах, таких как строительство канала Айн-Марн, Эперненского гидроузела и железной дороги Раймс-к-Шалон в 1859—1863 годах. Затем служил инспектором в 1867—1868 годах, директором службы машин на Всемирной выставке в Париже в 1868 году. Занял должность профессора литературы при Школе мостов и дорог в 1868—1870 годах. Был директором мельницы в Париже в 1870—1871 годах, когда во время осады Парижа обеспечивал распределение муки в городе. После войны был директором заводов Ле-Крёзо в 1871—1874 годах. Был назначен инженером по навигации на Сене в 1874—1877 годах, где ему было поручено Ведомством путей сообщения составление предварительного проекта улучшения течения Сены между Парижем и Руаном.  Был директором карт и планов в министерстве общественных работ в 1877—1884 годах. Главный инженер в 1877—1886 годах, генеральный инспектор в 1886—1906 годах и директор в 1879—1890 годах Школы Мостов и Дорог.
В 1882 году занял должность профессора экономики, политики и социальной экономики в Институте политических исследований в Париже, а в 1884 году — профессор промышленной экономики в Горной школе в Париже.
Эмиль был президентом компании la Société de Géographie commerciale, председателем Статистического общества в Париже, президентом Общества гигиены и медицинской общественности, президентом Национального общества сельского хозяйства, президентом Национальной лиги против алкоголизма, президентом Французской ассоциации социального страхования, учредителем и вице-президентом Musée social, вице-председателем Общества поощрения национальной промышленности, вице-президентом компании законодательство религиоведение, вице-президентом Союза социальной гигиены, вице-президентом Национальной лиги взаимности, членом Высшего совета домов, членом Высшего совета общественной помощи, членом Высшего совета Статистического комитета работы истории и науки.
Семья
Внук Эмиля Шессона будет будущий министр иностранных дел Франции Клод Шессон.

## Награды
Эмиль Шессон был награждён:
- 1881 — Орден Почётного легиона.
- 23.03.1901 — член Академии моральных и политических наук.